# کوت سلیمان
کوت سلیمان (به انگلیسی: Kot Suleman) یک روستا در پاکستان است که در پنجاب واقع شده‌است.